# Hapona aucklandensis
Espèce
Synonymes
- Toxopsiella aucklandensis Forster, 1964

Hapona aucklandensis est une espèce d'araignées aranéomorphes de la famille des Toxopidae.

## Distribution
Cette espèce est endémique de Nouvelle-Zélande.

## Publication originale
- Forster, 1964 : The Araneae and Opiliones of the subantarctic islands of New Zealand. Pacific Insects Monographs, vol. 7, p. 58-115.